# Radošov (vojenský újezd Hradiště)
Radošov (německy Reschwitz) je zaniklá vesnice ve vojenském újezdu Hradiště v okrese Karlovy Vary. Stála v Doupovských horách šest kilometrů severovýchodně od Bochova v nadmořské výšce okolo 700 metrů. Původní vesnice byla sice zbořena, ale na jejím místě byly postaveny budovy velitelství vojenského újezdu.

## Název
Název vesnice se v historických pramenech objevuje ve tvarech: Resnicz (1356), Reswycz (1362), Radossow (1369, 1399, 1400), Rosswicz (1383), Radossowicz (1384), Resswicz (1414), Radossow (1418), Radessow (1579), Reschowitz nebo Križowicze (1785) a Reschwitz nebo Reschowit a Křížowice (1847). Varianta Križowicze vznikla počeštěním německého tvaru. Obec Radošov používala také názvy Radošovice (též Radešov-Křižovice, 1869) a Radošovice (1880–1910).

## Historie
První písemná zmínka o Radošovu pochází z roku 1356, kdy se název vesnice objevil v přídomku Johann z Haugvic. Jeho příbuzní vesnici vlastnili i v dalších desetiletích, protože roku 1383 vykonával patronátní právo ke zdejšímu kostelu Gelfrad z Haugvic a Heinrich z Haugvic v roce 1414 souhlasil se změnou výše farářovy prebendy. V září roku 1421 krajem procházelo vojsko druhé křížové výpravy proti husitům, které Radošov dobylo. Během husitských válek zanikla radošovská fara, která roku 1384 odvedla papežský desátek ve výši sedmi grošů.
Haugvicové, sídlící v Lochotíně, vlastnili Radošov až do roku 1460. V roce 1463 nebo krátce poté jej získal Hynek z Poděbrad, který ves připojil k panství hradu Andělská Hora. V roce 1528 vesnice patřila k panství Verušičky a později připadla k zámku Luka, u kterého byla uvedena v berní rule z roku 1654. Podle ní ve vsi bylo jedenáct selských usedlostí, osm chalupnických a jeden poddaný neměl žádné pozemky. Dva statky a dvě chalupy byly pusté, a ostatní byly ve špatném stavu. Hospodáři vlastnili celkem 27 potahů a chovali devatenáct krav, 33 jalovic, osmnáct ovcí, devatenáct prasat a devět koz. Koncem osmnáctého století získali poddaní možnost vyplatit se z robotních povinností vůči vrchnosti, ale v Radošově si to mohl dovolit pouze kovář Erlberg.
Z panství Luk byl v roce 1709 vyčleněn samostatný statek v centrem ve Verušičkách, ke kterému patřily vsi Verušičky, Albeřice, Hřivínov a pět usedlostí v Radošově. Zbývající dva radošovské grunty k němu byly připojeny roku 1719. Součástí statku, patřícího k panství Luka, pak vesnice zůstala až do poloviny devatenáctého století.
Spolu se zřízením lokálie byla v roce 1787 postavena radošovská školní budova pro jednu třídu, později rozšířená a zvýšená o patro. Na začátku devatenáctého století měla vrchnost u Radošova pozemky s výměrou 560 strychů a osmnáct až devatenáct strychů patřilo ke každé ze zdejších šestnácti selských usedlostí. Postupným dělením pozemků zde koncem století žilo osm sedláků, šest půlláníků, šestnáct čtvrtláníků a dva domkáři. V roce 1889 byl založen sbor dobrovolných hasičů a roku 1900 byly otevřeny spořitelna a záložna.
Po první světové válce byla do vsi v roce 1922 zavedena elektřina. Fungovaly zde dva hostince, dvě řeznictví, obchod a řemeslo provozovali švec, kolář, kovář, krejčí a truhlář. V Radošově převládalo německé obyvatelstvo, které nesouhlasilo se vznikem Československa. Třicet obyvatel Radošova se proto 4. března 1919 zúčastnilo demonstrace za sebeurčení Němců ve Žluticích. Také při všeobecné mobilizaci v roce 1938 odmítli radošovští muži nastoupit do armády a skrývali se v okolních lesích. Německá armáda do vesnice přijela 5. října 1938 a připojení Sudet k Německu bylo 10. října oslaveno zapalováním tzv. přátelských ohňů na okolních kopcích. Po druhé světové válce se většina obyvatel musela vystěhovat, ale vesnici se podařilo částečně dosídlit. Přesto počet obyvatel mezi lety 1939 a 1947 klesl z 263 na 120.
Radošov zanikl vysídlením v roce 1953 v důsledku zřízení vojenského újezdu. Z původní vsi zůstal jen rybník a na jejím místě bylo vybudováno velitelství vojenského újezdu a čistírna odpadních vod.

## Přírodní poměry
Radošov stával v katastrálním území Radošov u Hradiště v okrese Karlovy Vary, asi tři kilometry severozápadně od Luk. Nacházel se v nadmořské výšce okolo 700 metrů na jižním úpatí Doupovských hor, konkrétně v jejich okrsku Hradišťská hornatina. Půdní pokryv v okolí tvoří převážně kambizem eutotrofní.
V rámci Quittovy klasifikace podnebí stál Radošov v mírně teplé oblasti MT3, pro kterou jsou typické průměrné teploty −3 až −4 °C v lednu a 16–17 °C v červenci. Roční úhrn srážek dosahuje 600–750 milimetrů, počet letních dnů je 20–30, počet mrazových dnů se pohybuje od 130 do 160 a sněhová pokrývka zde leží 60–100 dnů v roce. Severně od vesnice krajina s rostoucí nadmořskou výškou přechází do chladné oblasti CH7.

## Obyvatelstvo
Při sčítání lidu v roce 1921 zde žilo 326 obyvatel (z toho 167 mužů), z nichž bylo 325 Němců a jeden cizinec. Kromě jednoho evangelíka a jedenácti židů byli římskými katolíky. Podle sčítání lidu z roku 1930 měla vesnice 294 obyvatel: jednoho Čechoslováka a 293 Němců. S výjimkou dvou evangelíků, jednoho žida a jednoho člověka bez vyznání se hlásili k římskokatolické církvi.
|           | 1869 | 1880 | 1890 | 1900 | 1910 | 1921 | 1930 | 1950 |
| --------- | ---- | ---- | ---- | ---- | ---- | ---- | ---- | ---- |
| Obyvatelé | 300  | 308  | 320  | 318  | 328  | 326  | 294  | 95   |
| Domy      | 54   | 59   | 59   | 59   | 60   | 58   | 54   | 54   |

### Náboženství
Radošovská fara zanikla během husitských válek. Kostel byl poté dlouhou dobu filiálním v lucké farnosti, a teprve roku 1787 byla v Radošově zřízena lokálie a v roce 1855 fara. K radošovské farnosti poté patřily vesnice Březina, Hradiště, Těš a Tis u Luk.
Ve vesnici žila také malá židovská komunita. V roce 1870 měla 33 členů, ale jejich počet se postupně snižoval.

## Obecní správa
Po zrušení patrimoniální správy se Radošov stal obcí v okrese Žlutice.
V parlamentních volbách roku 1928 v Radošově jedinou kandidátní listinu sestavil Německý svaz zemědělců a v roce 1935 pouze Sudetoněmecká strana.

## Pamětihodnosti
Kostel Narození svatého Jana Křtitele byl postaven v letech 1776–1777 na místě staršího dřevěného kostela. Měl obdélný půdorys, zaoblený presbytář a ve středu západního průčelí stála věž. Sakristie přiléhala k severní straně presbytáře. Většina zařízení kostela se ztratila. Pouze sochy svaté Anny a svatého Jáchyma z bočního oltáře byly před demolicí přestěhovány do kostela svatého Vavřince v Lukách a oltářní obraz svatého Křtitele byl uložen v teologickém konventu v Litoměřicích.